# Halowe Mistrzostwa Świata w Lekkoatletyce 2010 – bieg na 3000 m mężczyzn
Bieg na 3000 metrów mężczyzn – jedna z konkurencji rozgrywanych podczas 13. Halowych Mistrzostw Świata w hali Aspire Dome w Dosze.
Wymagane minimum A do udziału w mistrzostwach świata wynosiło 7:54,00 (uzyskane w hali), bądź - 7:44,00 (wynik uzyskany w biegu na 3000 metrów na stadionie) lub 13:19,00 (wynik uzyskany w biegu na 5000 metrów na stadionie). Eliminacje odbyły się 12 marca, a finał zaplanowano na 14 marca.

## Terminarz
| Data          | Godzina | Runda      |
| ------------- | ------- | ---------- |
| 12 marca 2010 | 17:10   | Eliminacje |
| 14 marca 2010 | 17:05   | Finał      |

## Rezultaty
| CR - rekord mistrzostw \| NR - rekord kraju           |
| PB - rekord życiowy \| SB - najlepszy wynik w sezonie |

### Eliminacje
W rundzie eliminacyjnej zawodników podzielono na dwie grupy. Do półfinałów awansowało bezpośrednio 4 pierwszych zawodników z każdego biegu (Q) oraz 4 z najlepszymi czasami spośród tych którzy zajęli dalsze miejsca w swoich biegach (q).
| Pozycja | Bieg | Zawodnik                | Narodowość        | Czas    | Uwagi |
| ------- | ---- | ----------------------- | ----------------- | ------- | ----- |
| 1       | 1    | Augustine Kiprono Choge | Kenia             | 7:43.80 | Q     |
| 2       | 1    | Dejen Gebremeskel       | Etiopia           | 7:44.26 | Q, PB |
| 3       | 1    | Sergio Sánchez          | Hiszpania         | 7:44.33 | Q     |
| 4       | 1    | James Kwalia            | Katar             | 7:44.61 | Q, PB |
| 5       | 1    | Hais Welday             | Erytrea           | 7:45.44 | q, NR |
| 6       | 1    | Hicham Bellani          | Maroko            | 7:50.46 | q     |
| 1       | 2    | Bernard Lagat           | Stany Zjednoczone | 7:59.99 | Q, SB |
| 2       | 2    | Tariku Bekele           | Etiopia           | 8:00.29 | Q     |
| 3       | 2    | Sammy Alex Mutahi       | Kenia             | 8:00.53 | Q     |
| 4       | 2    | Jesús España            | Hiszpania         | 8:00.65 | Q     |
| 5       | 2    | Galen Rupp              | Stany Zjednoczone | 8:00.90 | q, SB |
| 6       | 2    | Essa Ismail Rashed      | Katar             | 8:01.08 | q     |
| 7       | 2    | Gezachw Yossef          | Izrael            | 8:03.62 | SB    |
| 7       | 1    | Haile Ibrahimow         | Azerbejdżan       | 8:05.43 | PB    |
| 8       | 2    | Scott Overall           | Wielka Brytania   | 8:08.02 |       |
| 8       | 1    | Tareq Mubarak Taher     | Bahrajn           | 8:14.67 | SB    |
| 9       | 1    | Ion Luchianov           | Mołdawia          | 8:15.91 | SB    |
| 9       | 2    | Marco Joseph            | Tanzania          | 8:22.18 | PB    |

### Finał
| Pozycja | Zawodnik                | Reprezentacja     | Czas    | Uwagi |
| ------- | ----------------------- | ----------------- | ------- | ----- |
|         | Bernard Lagat           | Stany Zjednoczone | 7:37.97 | SB    |
|         | Sergio Sánchez          | Hiszpania         | 7:39.55 |       |
|         | Sammy Alex Mutahi       | Kenia             | 7:39.90 |       |
| 4       | Tariku Bekele           | Etiopia           | 7:40.10 |       |
| 5       | Galen Rupp              | Stany Zjednoczone | 7:42.40 | PB    |
| 6       | Jesús España            | Hiszpania         | 7:42.82 | SB    |
| 7       | Hicham Bellani          | Maroko            | 7:44.15 |       |
| 8       | James Kwalia            | Katar             | 7:46.12 |       |
| 9       | Essa Ismail Rashed      | Katar             | 7:47.94 | SB    |
| 10      | Dejen Gebremeskel       | Etiopia           | 7:48.69 |       |
| 11      | Augustine Kiprono Choge | Kenia             | 7:53.42 |       |
| 12      | Hais Welday             | Erytrea           | 8:04.10 |       |